# Siculeni, Harghita
Siculeni, mai demult Madefalău sau Petru Rareș, (în maghiară Madéfalva), este satul de reședință al comunei cu același nume din județul Harghita, Transilvania, România.

## Galerie de imagini

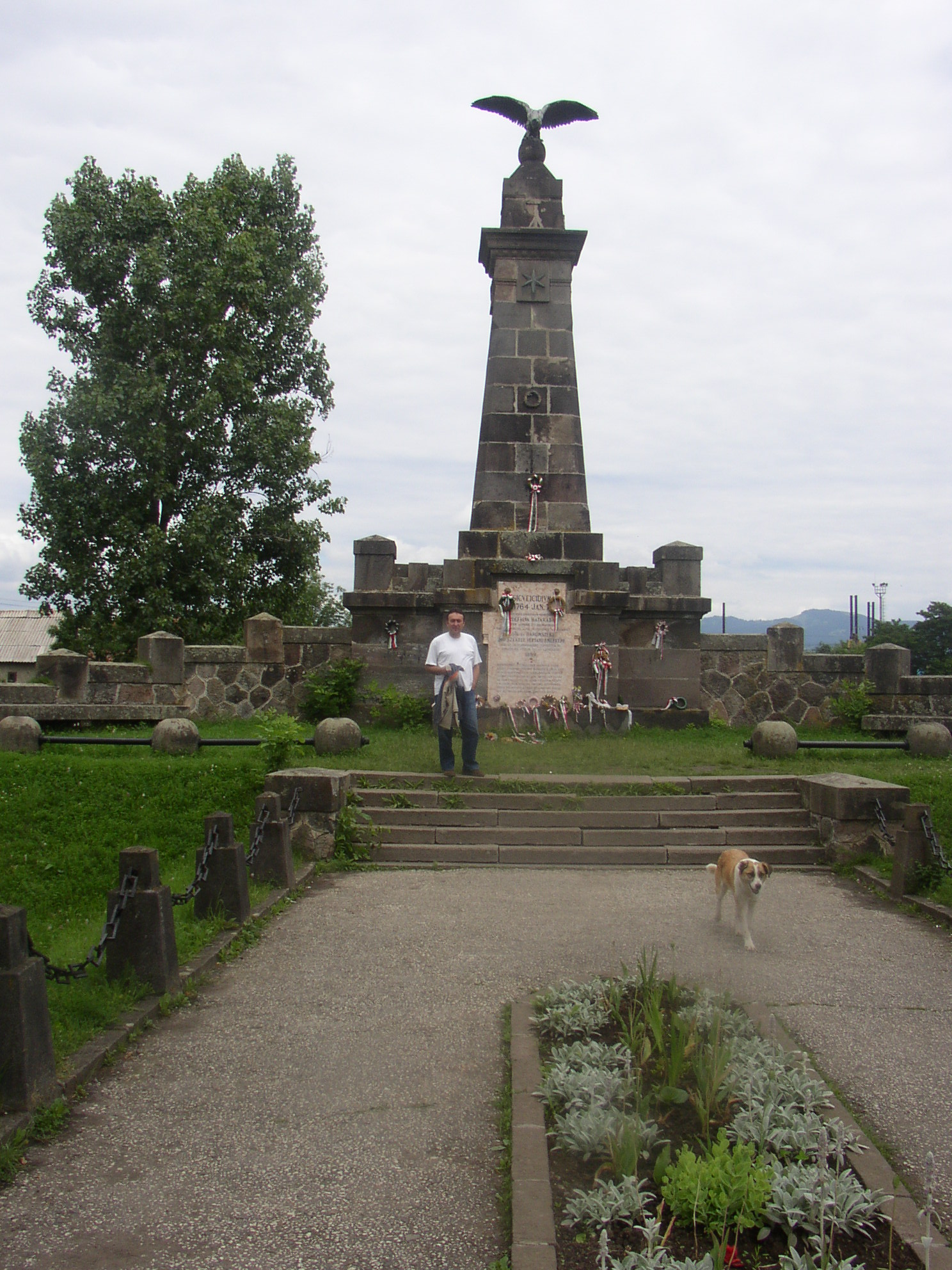
Monumentul „Siculicidium”
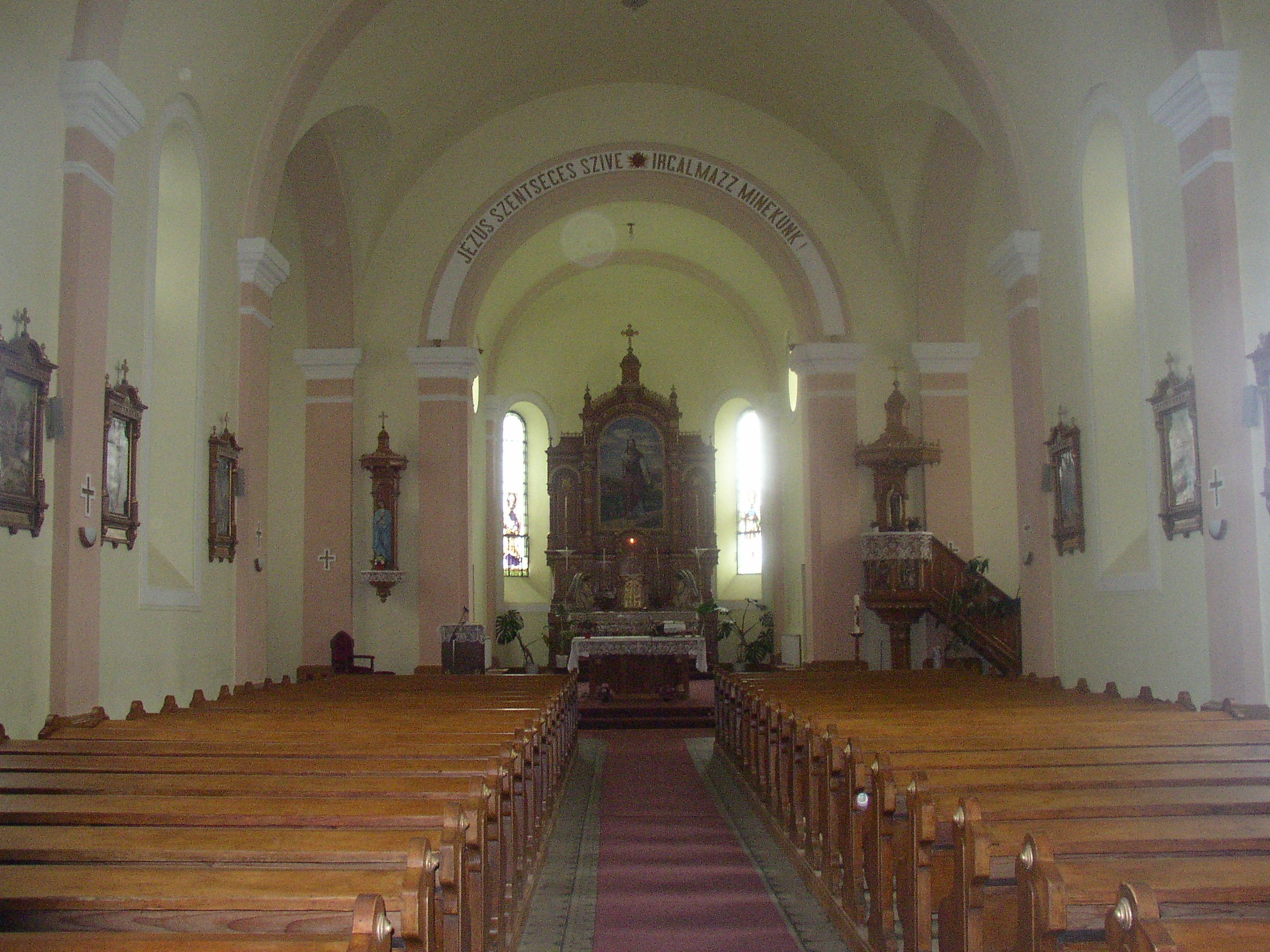
Biserica romano-catolică văzută din interior
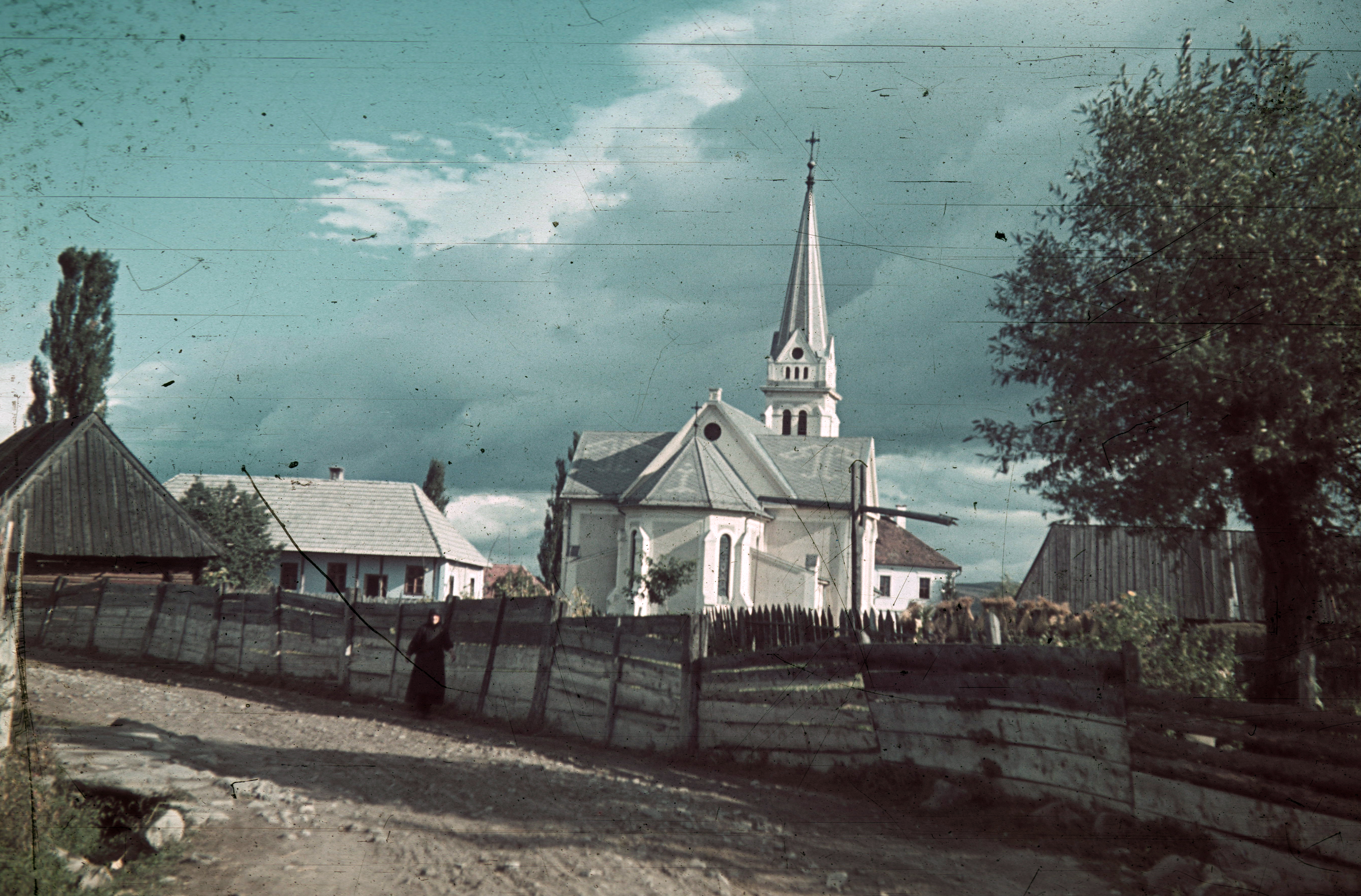
Biserica romano-catolică văzută din exterior
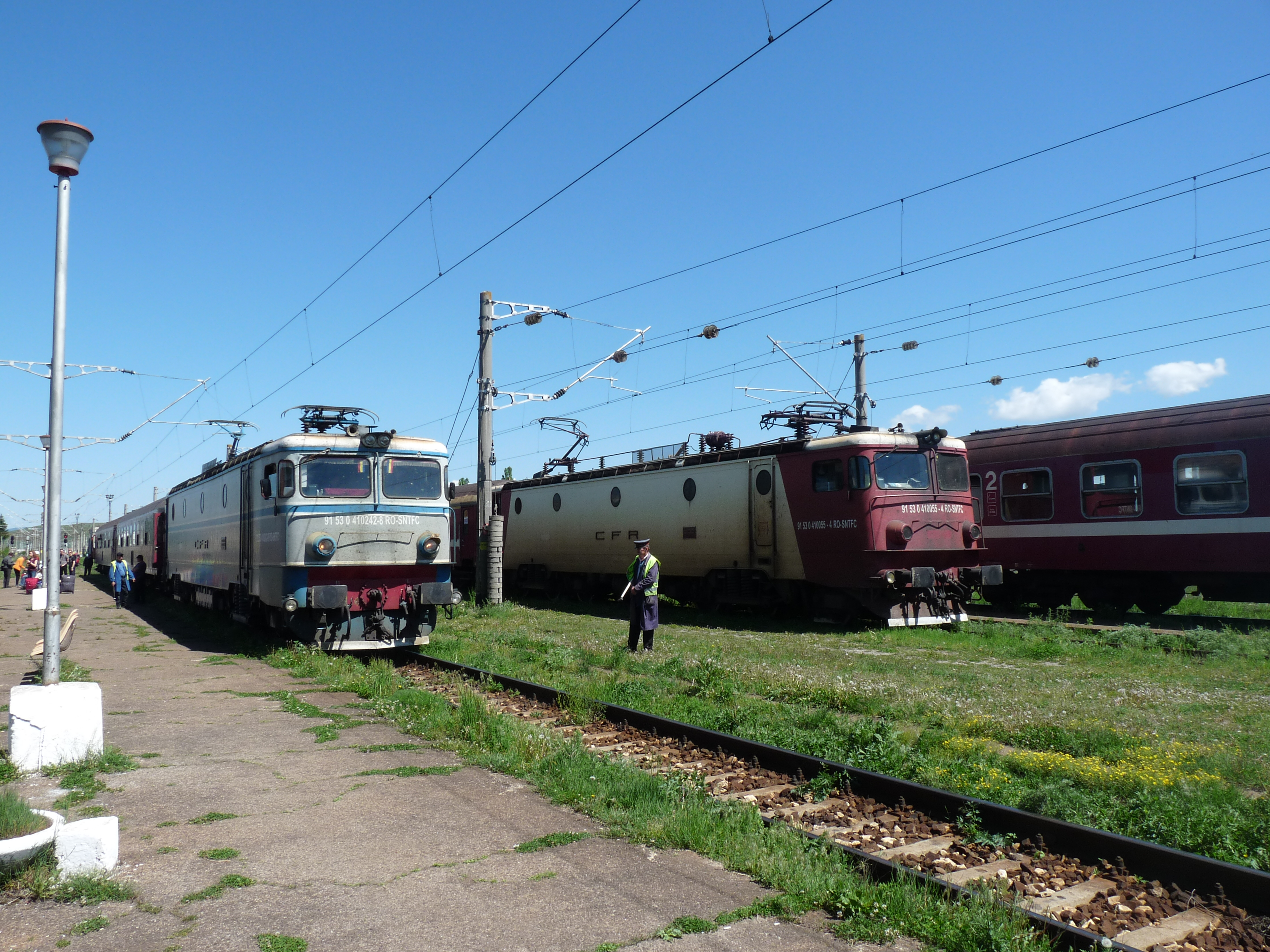
Stația și triajul din Siculeni pentru linia M400 Brașov-Miercurea Ciuc-Dej și M501 Sfântu Gheorghe-Siculeni-Adjud

 Acest articol despre o localitate din județul Harghita este deocamdată un ciot. Puteți ajuta Wikipedia prin completarea lui.